# Jorge Lozada Stanbury
Jorge Sixto Lozada Stanbury (Arequipa, 6 de abril de 1931-11 de abril del 2018), fue un ingeniero agrónomo y político peruano. Miembro del Partido Aprista Peruano, fue diputado por Arequipa (1963-1968), diputado constituyente (1978-1979), senador (1985-1992) y Presidente del Senado (1988). También fue presidente del Consejo Nacional de la Magistratura (2005).

## Biografía
Nacido en Arequipa en una familia criolla dedicada a la agricultura desde el virreinato, Lozada Stanbury siempre tuvo un interés en los derechos laborales. Su familia tenía tantos terrenos agrícolas que el apodo de Jorge Lozada Stanbury era “Sr de los Milagros” esto una referencia a mil/agros.
Fue Decano de la filial de Arequipa del Colegio de Ingenieros del Perú, así como regidor de la Municipalidad Provincial de Arequipa en dos periodos.
En 1963, fue elegido diputado de Arequipa por el partido aprista, pero no pudo culminar su periodo legislativo de seis años debido al golpe de Estado del general Juan Velasco Alvarado de 1968.
En 1978, fue elegido miembro de la Asamblea Constituyente, siendo nombrado primer secretario de la mesa directiva.
En 1985, conjuntamente con la ascensión de Alan García a la presidencia, fue elegido senador de la República. Como tal, fue elegido primer vicepresidente de su cámara, en 1987, y ese mismo año, pasó a ejercer la presidencia, por muerte de su titular, Ramiro Prialé Prialé. También ejerció las presidencias de las comisiones de Constitución, Relaciones Exteriores (1988) y Descentralización (1990).
En 1990 fue reelegido senador de la República, 1990, pero no pudo culminar su periodo debido al autogolpe del 5 de abril de 1992, cuando el presidente Alberto Fujimori disolvió el Congreso.
En 1995 fue candidato a la segunda vicepresidencia de la República, en la fórmula presidencial del PAP que encabezaba Mercedes Cabanillas.
Miembro del Consejo Nacional de la Magistratura, fue elegido presidente de esta institución en el 2005.

## Obra
- Las regiones del sur del Perú (1988)

## Condecoraciones
- Gran Cruz de la Orden El Sol del Perú.
- Gran Oficial de la Orden Andrés Reyes.
- Gran Oficial de la Orden de la Cámara de Diputados.
- Gran Cruz de la Orden de la Benemérita Guardia Civil.